# Horatio Frederick Phillips

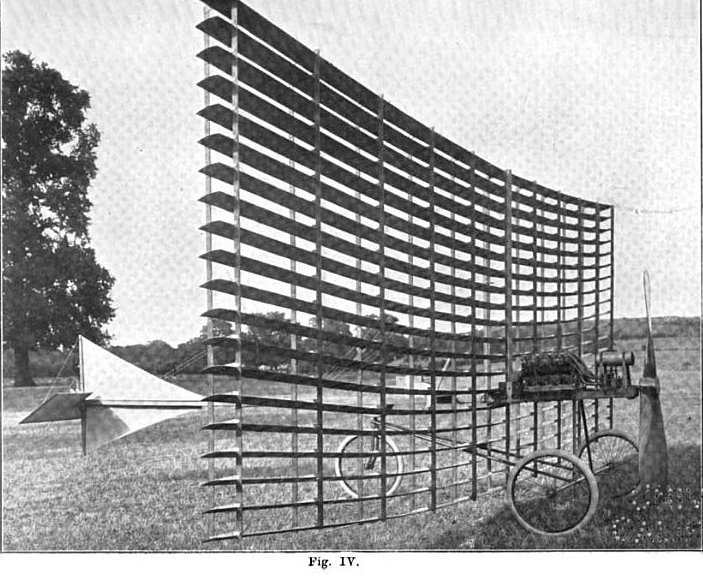
HFP Mehrfachdecker (Multiplane) 1904

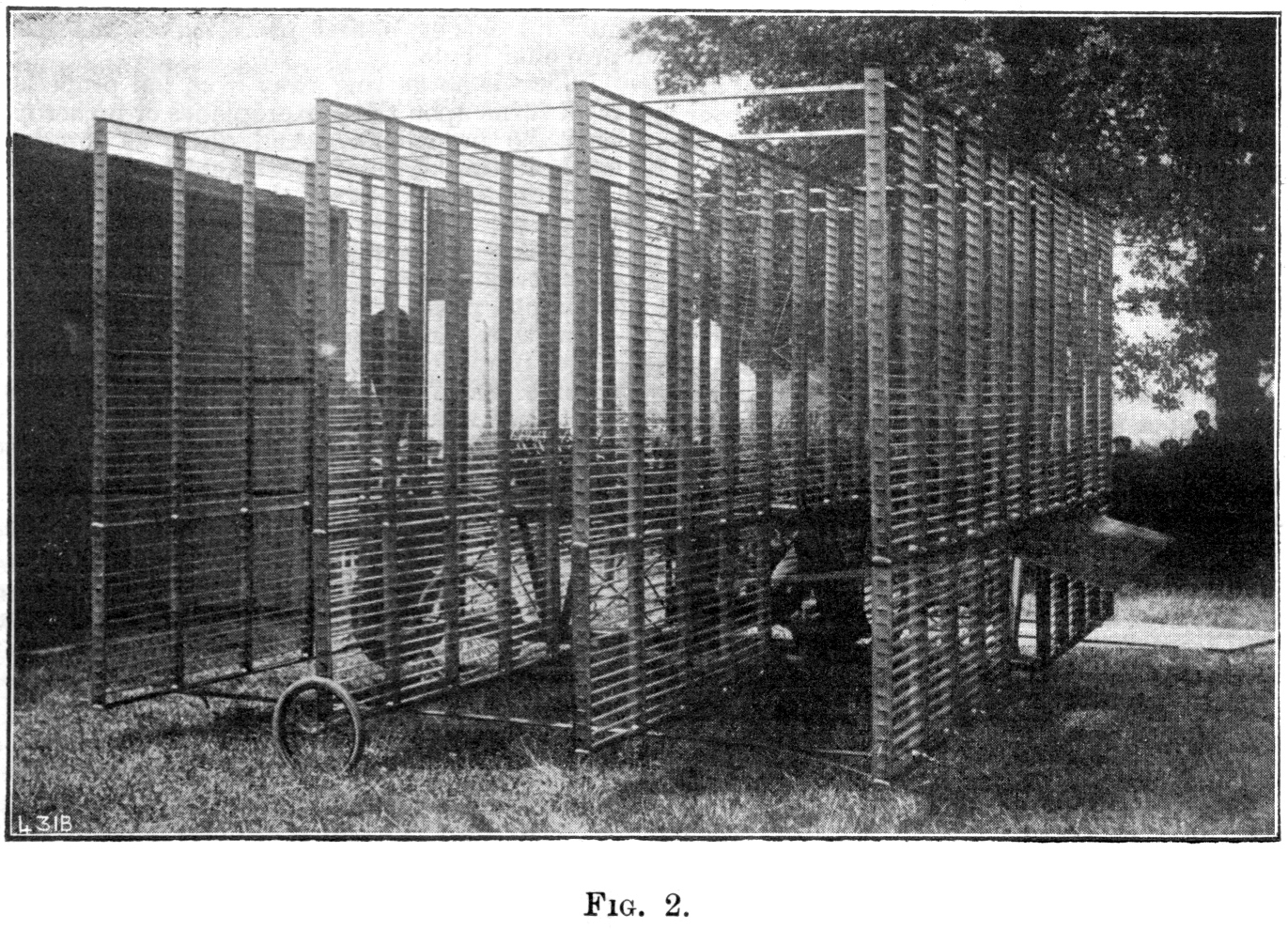
HFP Multiplane 1907

Horatio Frederick Phillips (* 2. Februar 1845 in Streatham; † 1924 in London (andere Quellen: 15. Juli 1926 in Hampshire)) war ein englischer Ingenieur und Luftfahrtpionier. Er wurde 1907 bekannt durch seinen ersten bemannten Motorflug in England.

## Leben und Werke
Als Sohn eines Büchsenmachers wurde Horatio Frederick Phillips 1845 in einem Vorort von London geboren. Er wurde Berichten zufolge bereits in jungen Jahren Mitglied der Royal Aeronautical Society und erforschte den aerodynamischen Einfluss von Tragflächenprofilen. Als 27-Jähriger errichtete Phillips einen Windkanal, in dem er eine Vielzahl von Tragflächenformen und Profilen entwickelte und untersuchte. In dem Windkanal benutzte Phillips einen Gasstrom aus Dampf anstelle reiner Luft und belebte bei den Versuchsreihen die Idee von George Cayley mit gewölbten Flächenprofilen, die den Auftrieb bei Flugzeugtragflächen wesentlich verbesserten. 1884 konnte er sein erstes Profilpatent anmelden und weitere sollten folgen.

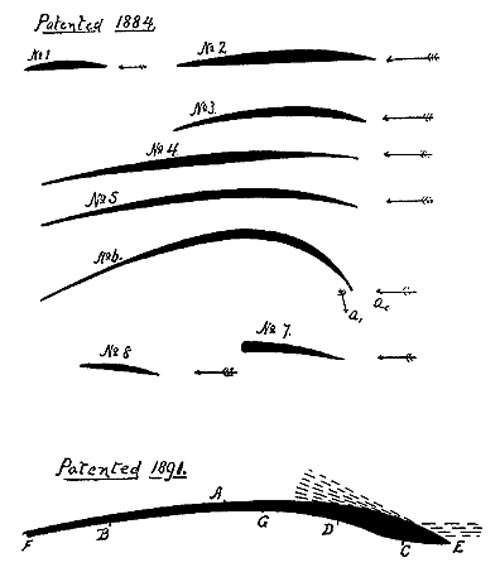
Profil-Patente 1884 und 1891

## Testgelände
Mit einer ungewöhnlichen Anordnung teste Phillips seine Flugmaschinen mit neuen Profilen im Freigelände vor dem Gebäude mit dem Windkanal durch Anbinden seiner Testfluggeräte an einer Stange, die über Seile entlang einer befestigten Kreisbahn mit rund 61 Meter im Durchmesser folgten. Er konnte so verlustfrei die ersten Flugversuche und Messung in Originalgröße durchführen. Im Windkanal waren nur Versuche mit kleinen Modellen oder einzelnen Profilen möglich.

## HFP Flugmaschinen
1893 konnte Phillips bereits einen beachtenswerten Apparat mit gekrümmten Tragflächen von der Theorie in die Praxis umsetzen. Die einfache als Phillips Flying Machine bekannt gewordene Flugmaschine bestand aus einem schlanken, zigarrenförmigen Rumpf mit kleinem Motor mit Luftschraube und einem Tragflächenrahmen mit 50 schmalen Flügelprofilen.
1904 entwickelte er einen Mehrfachdecker (Multiplane). Die Tragflächen bestanden aus 20 einzelnen übereinander angeordneten, schmalen aerodynamisch geformten Tragflächen. Das rund 272 Kilogramm (600 lbs einschließlich Pilot und Motor) schwere Fluggerät konnte bereits bei einer Strömungsgeschwindigkeit von 50 ft pro Sekunde (15,24 m/s) fliegen, was einer Fluggeschwindigkeit von 54 km/h entspricht. Die Maschine führte jedoch nur einen kurzen „Luftsprung“ durch.
Horatio Frederick Phillips baute 1907 ein weiteres Fluggerät, das aus 200 Mehrebenentragflächen mit einem 20 PS-Motor bestand und führte den ersten bemannten Motorflug in Großbritannien am 6. April 1907 durch. Er erreichte eine Flughöhe von 500 Fuß (150 m). Die Fluggeschwindigkeit betrug 30 mph (48 km/h). Die Royal Aeronautical Society veröffentlichte im Jahre 1907 die Berichte über die Arbeiten von Phillips.
Horatio Frederick Phillips verstarb 1924 im Alter von 79 Jahren. Seine Profilforschung ist ein Meilenstein im Fortschritt der späteren Luftfahrtgeschichte.